# Miquel Sincel·le
Miquel Sincel·le o Singel (en llatí: Michael Syncellus o Syngelus, en grec antic: Μιχαὴλ συγκέλλος) fou un escriptor romà d'Orient del segle ix.
Fou deixeble en la vida monàstica de Teodor Estudita (mort el 826). Va donar suport al culte de les imatges en la gran discussió d'aquella època entre iconoclastes i iconòduls. Va ocupar durant anys el càrrec de sincel·le del patriarca Tomàs de Jerusalem (que ho va ser entre el 807 i el 820), i de vegades l'anomenen Miquel Sincel·le de Jerusalem. Miquel devia sobreviure tant a Teodor Estudita com al patriarca Tomàs, puix que va patir un llarg empresonament per la seva defensa del culte a les imatges en el regnat de l'emperador iconoclasta Teòfil, que va regnar des del 829 fins al 842, segons explica Teòfanes continuat. Alguns autors consideren va ser empresonat l'any 835.
Les seves obres conegudes són:
- 1. grec antic: Ἐγκώμιον εἰς τὸν ἅγιον Διονύσιον, Encomium Dionysii Areopagitae. Un passatge d'aquesta obra està reproduït a Suides.
- 2. grec antic: Ἐγκώηιον εἰς τοὺς ἁγίους τοῦ Θεοῦ ἀρχαγγέλους καὶ ἀγγέλους καὶ πάσας τὰς ἐπυνρανίους δυνάηεις, Encomium sanctorum Dei archangelorum et angelorumn omniumque coelestium potestatum.
- 3. Una versió grega d'una carta de Teodor Abucara.
- 4. grec antic: Μιχαὴλ συγκέλου Ἱεροσολύμων λίβελλος περὶ τού ὀρθοδόξου πίστεως, Michaelis Synceli Hierosolymorum Libellus de Orthodoxa Fide, s. Professio Fidei. Aquesta obra es va imprimir com si hagués estat escrita per Jordi Lecapè.
- 5. grec antic: Μιχαὴλ πρεσβυτέρου καὶ συγκέλλου τοῦ ἀπυστολικοῦ Δρόνου τῶν Ἱεροτολύηων ηέθοδος περὶ τῆς λόγου συντάξεως, σχεδιασθεῖσα ἐν Ἐδέσση τῆς Μεσοποταμίας αἰτήσει Λαζάρου διακόνου φιλοσόφου καὶ λογοθέτου, Michaëlis Presbyteri et Syzncelli Apostolicae Sedis Hierosolymitanae Methodus de Constructione Orationis, extempore composita Edessae Mesopotamiae rogatu Lazari Diaconi, Philosophi, et Logothetae.
- 6. grec antic: Βίος καὶ πολιτεία τοῦ ὁσίου πατρὸς ἡμῶν καὶ ὁμολογήτου τοῦ Θεοδώρου τοῦ τῶν Στουδίων ἡγουμένου συγγραφεὶς πρὸς Μιχαήλου μοναχοῦ, Vita et Mores S. Patris nostri et Confessoris Theodori Praepositi Studitarum conscripta a Michaele Monacho. Aquesta obra s'ha atribuït també a Miquel el Monjo, sincel·le de Constantinoble.[1]